# Bengt Jonzon
Bengt Ivar Johannes Jonzon, född den 19 februari 1888 i Bollnäs, död den 27 augusti 1967 i Stockholm, var präst i Stockholm och sedan biskop i Luleå stift 1937–1956. Han var son till B.G. Jonzon och bror till Bror Jonzon. 
Jonzon prästvigdes i Uppsala 1915 och blev teologie licentiat vid Uppsala universitet 1920. Han var ungdomssekreterare hos Svenska kyrkans diakonistyrelse från 1918, 1:e sekreterare 1920, komminister i Gävle 1924 och var ledamot av kyrkomötena 1926, 1929 och 1931. Han tillhörde Ungkyrkorörelsen.
Han finns representerad i Nya psalmer 1921 och 1937 års psalmbok som upphovsman till ett verk.
Bengt Jonzon är begravd på Uppsala gamla kyrkogård.

## Psalmer
- Vi tro på Gud, som himmel, jord (1921 nr 522, 1937 nr 27) skriven 1919.